# Françoise de Lorraine (1592-1669)
 (octobre 2019).
Si vous disposez d'ouvrages ou d'articles de référence ou si vous connaissez des sites web de qualité traitant du thème abordé ici, merci de compléter l'article en donnant les références utiles à sa vérifiabilité et en les liant à la section « Notes et références ».
Françoise de Lorraine, née à Nantes en novembre 1592, et morte à Paris le 8 septembre 1669, est duchesse de Mercœur, marquise de Nomeny, baronne d'Ancenis, et duchesse de Penthièvre. Elle est également duchesse de Vendôme et d’Étampes par son mariage. Elle est l'ancêtre des Maisons royales d'Italie et du Portugal.

## Biographie

### Un grand-père francophile

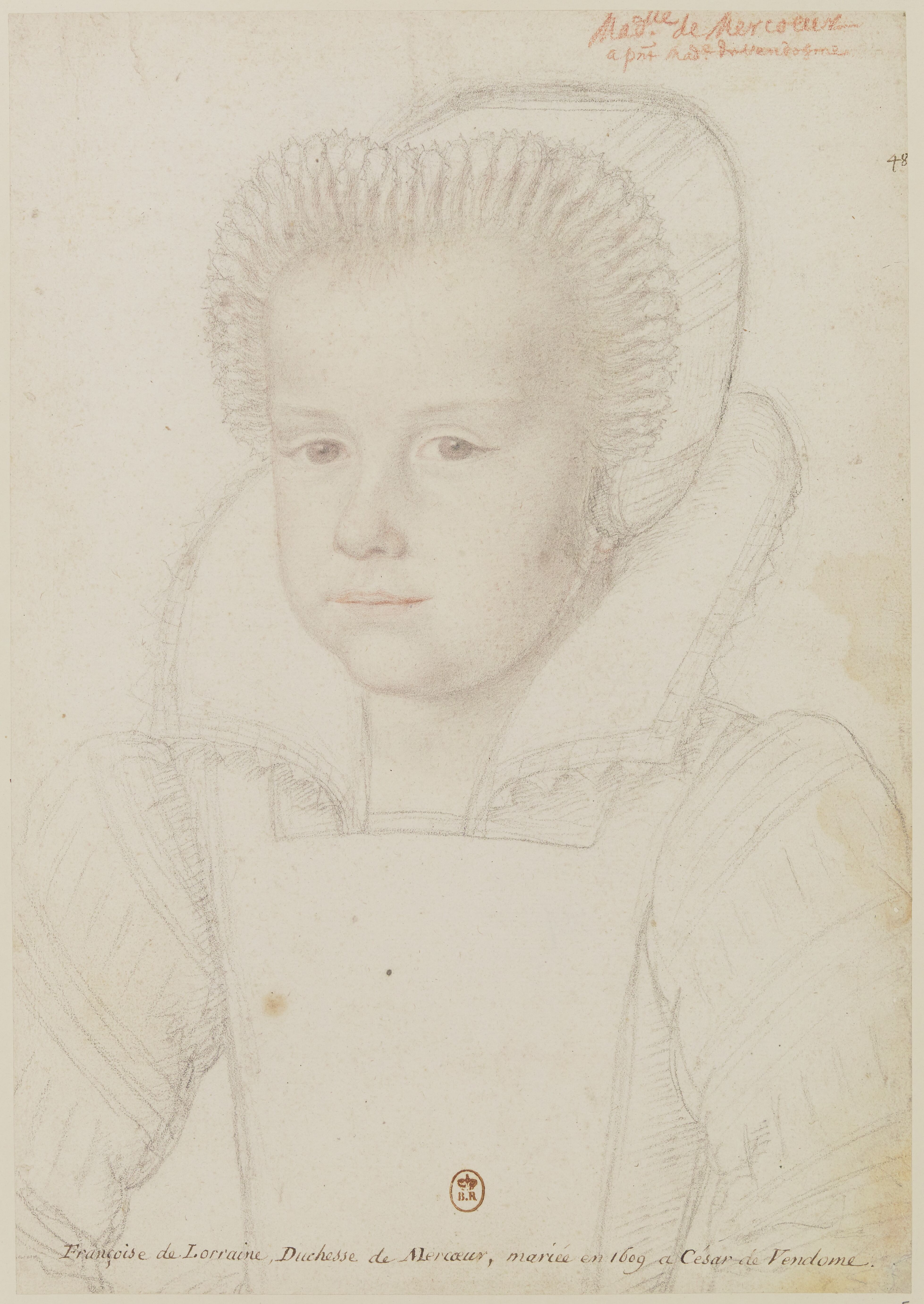
La Duchesse de Mercoeur enfant, dessin de Benjamin Foulon

Membre de la maison de Lorraine en tant qu'arrière-arrière-petite-fille en ligne masculine du duc René II de Lorraine, elle est la petite-fille de Nicolas, comte de Vaudémont, duc de Mercœur, régent des duchés de Lorraine et de Bar imposé par la France lors de la minorité du duc Charles III de Lorraine. 
Son père Philippe-Emmanuel de Lorraine, duc de Mercœur, gouverneur de Bretagne est le demi-frère de la reine Louise, veuve du roi Henri III, assassiné trois ans avant la naissance de Françoise de Lorraine. 
Brillant capitaine et soutien sans faille de la cause catholique, Philippe-Emmanuel de Lorraine, issu d'une branche cadette mais protégé par son royal beau-frère, conclut en 1576 une brillante et lucrative union en épousant Marie de Luxembourg, duchesse de Penthièvre et princesse de Martigues.

### Une princesse recherchée
Née pendant les guerres de religion, Françoise de Lorraine devient un gage de la paix entre les factions. D'abord recherchée par son cousin Charles de Lorraine-Chaligny qui lui préfère l'évêché de Verdun, Françoise de Lorraine épouse le fils légitimé du roi Henri IV de France. 
En effet, pour conclure la paix entre son père, qui dirige la Sainte-Ligue en Bretagne, et le roi de France Henri IV, elle est mariée en 1609 à César de Bourbon, duc de Vendôme et d'Etampes (1594 † 1665), fils légitimé du roi et de Gabrielle d'Estrées, qui passe sa vie entre intrigues et prison et ne rentre en grâce qu'en mariant son fils aîné à une nièce du cardinal Mazarin.
Le couple a trois enfants :
- Louis (1612- 12 août 1669), duc de Mercœur (1612), puis duc de Vendôme (1665), épouse en 1651 Laure Mancini (1636+1657) nièce du cardinal Mazarin, d'où trois fils. Veuf, il entre dans les Ordres puis est nommé cardinal (connu comme Cardinal de Vendôme (1667)),

- Élisabeth (1614-1664), mariée en 1643 à Charles-Amédée de Savoie, duc de Nemours, et mère de Marie-Jeanne-Baptiste, régente de Savoie et de la reine Marie-Françoise-Elisabeth de Portugal,

- François (1616-25 juin 1669), duc de Beaufort, dit le Roi des Halles, sans alliance.

### La fin du siècle des saints
Issue d'une maison connue pour son catholicisme intransigeant, Françoise de Lorraine est surtout connue pour sa grande piété. Elle protége Vincent de Paul et, aidée de sa fille, n'hésite pas à payer de sa personne pour aider les miséreux de Paris et de ses domaines. La vie agitée de son mari la contraint plus d'une fois à prendre le chemin de l'exil mais elle conserve l'estime de sa belle-sœur la reine-régente Anne d'Autriche.
Sa vie spirituelle ne l'empêche pas de gérer sagement ses biens et, en 1612, elle vend le marquisat de Nomeny qu'elle tient de son grand-père, le régent Nicolas de Lorraine, à son cousin le duc Henri II de Lorraine.
Si son mari, assagi, et son fils aîné restent fidèles à la régente, son cadet et son gendre participent activement à la Fronde. Aussi, en 1651, pour se concilier la cour, son fils aîné Louis est contraint d'épouser une nièce de Mazarin. Quelques années plus tard, veuf, et bien que père de trois fils, il entrera dans les ordres et sera rapidement promu au cardinalat.
En 1652, bien qu'alliés, son fils cadet, le duc Beaufort, et son gendre, le duc de Nemours, se battent en duel. Nemours est tué, laissant deux petites filles dont elle assure l'éducation. De ses petites-filles survivantes, l'aînée, Marie-Jeanne-Baptiste, après avoir été fiancée à son cousin, le prince Charles de Lorraine, est duchesse de Savoie et régente pour son fils, Victor-Amédée II de Savoie, né en 1666. La seconde, Marie-Françoise-Elisabeth, est deux fois reine du Portugal.
Après la mort de sa fille en 1664 et celle de son mari en 1665, Françoise de Lorraine-Mercœur s'éteint en 1669 à l'âge de 77 ans, quelques semaines après son fils, le cardinal de Vendôme. Elle a survécu non seulement à ses enfants, mais à toute une époque, le « siècle des saints », à l'apogée de l'absolutisme de Louis XIV, son neveu.